# Matematyka elementarna

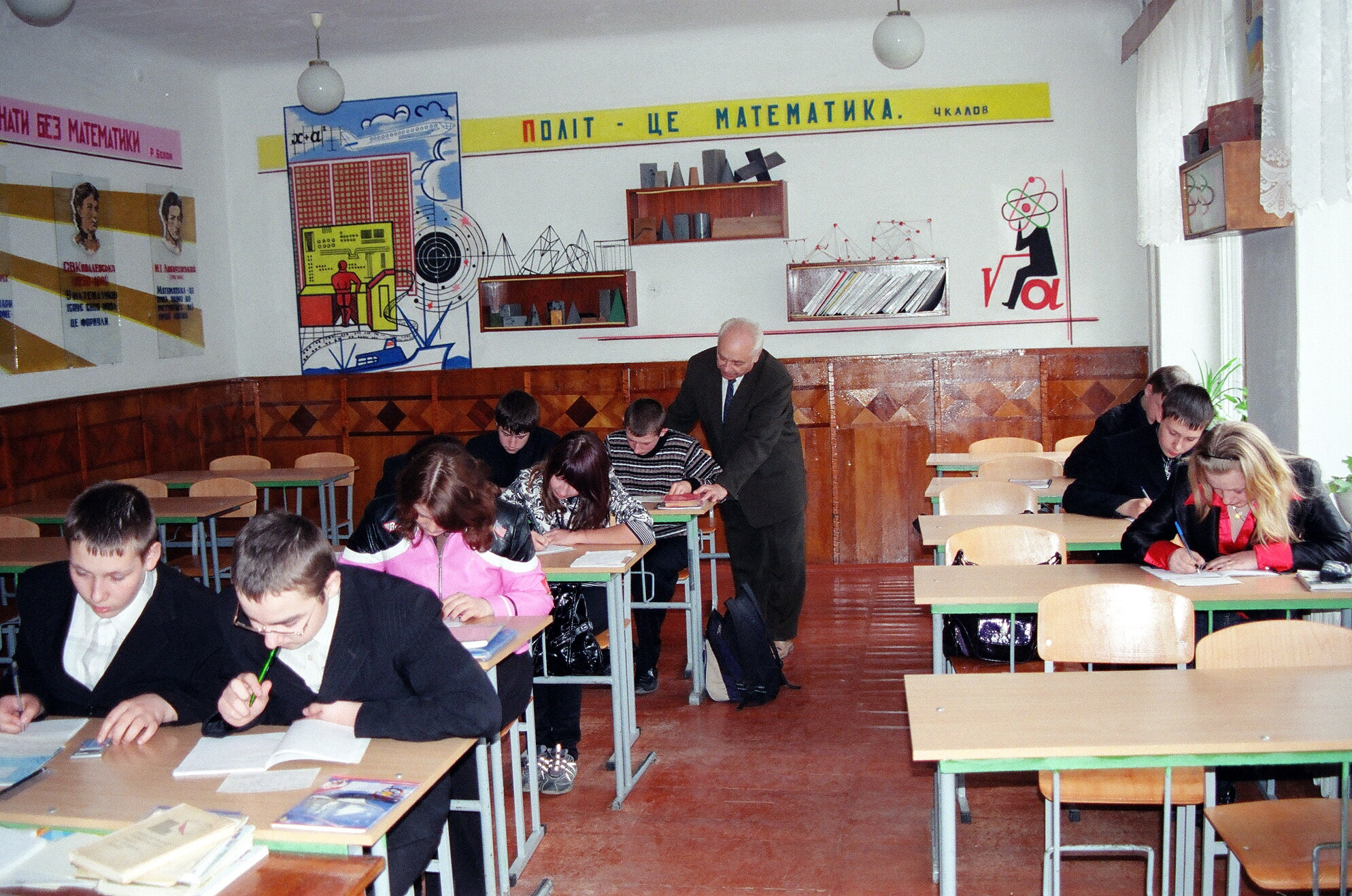
Matematyka elementarna

Matematyka elementarna – przedmioty matematyczne nauczane na poziomie szkoły podstawowej lub średniej, a także wyrównawczo na poziomie szkoły wyższej.
Słownikowo matematyka elementarna jest określana jako obszar matematyki dotyczący arytmetyki, geometrii elementarnej i części algebry.

## Przykładowe zagadnienia
Można wyróżnić 10 przedmiotów z tego zakresu: równania i układy równań, wielomiany, teorię liczb, kombinatorykę i logikę, oraz nierówności, geometrię, trygonometrię, analizę i funkcje.
W przypadku zajęć wyrównawczych w polskich szkołach wyższych obecnie (2019 r.) dany obszar wiedzy jest definiowany jako posiadanie znajomości wybranych pojęć tzw. „matematyki szkolnej” w zakresie szerszym niż podstawa programowa dla szkoły ponadgimnazjalnej, w tym wiedza nt.:
- zbioru liczb rzeczywistych oraz jego podzbiorów: zbiorów liczb naturalnych, całkowitych, wymiernych, niewymiernych;
- dowodów niewymierności liczb;
- silni i współczynnika Newtona w ich aspekcie algebraicznym oraz dwumianu Newtona;
- wartości bezwzględnej algebraicznej oraz metrycznej;
- pierwiastka arytmetycznego stopnia k liczby oraz pierwiastka nieparzystego stopnia liczby ujemnej;
- potęgi o wykładniku naturalnym, całkowitym, wymiernym oraz ich własności;
- pojęcia logarytmu i własności logarytmów;
- definicji funkcji i roli zapisu y=f(x), oraz terminów: dziedzina, przeciwdziedzina, argument, wartość funkcji, zbiór wszystkich wartości, wykres funkcji liczbowo-liczbowej;
- sformalizowanej definicji zbioru wartości funkcji dla określonego zakresu argumentów, przeciwobrazu zbioru (w szczególności zbioru rozwiązań równania f(x)=b i nierówności f(x)<b,... );
- rodzajów monotoniczności funkcji, ograniczoności i nieograniczoności funkcji, ekstremów globalnych i lokalnych, parzystości i nieparzystości, różnowartościowości, odwracalności;
- wykresów i własności funkcji liniowych, kwadratowych, homograficznych, potęgowych, wykładniczych, logarytmicznych, trygonometrycznych i cyklometrycznych oraz ich złożeń z funkcją liniową i wartością bezwzględną;
- złożenia funkcji;
- wybranych metod rozwiązywania podstawowych równań i nierówności związanych z wymienionymi wcześniej funkcjami elementarnymi oraz ich złożeniami z wartością bezwzględną;
- par funkcji wzajemnie odwrotnych oraz ich wykresów;
- wielomianów oraz ich podstawowych własności.